# Señor Smoke
| Совокупная оценка | Совокупная оценка |
| Источник          | Оценка            |
| ----------------- | ----------------- |
| Metacritic        | 58/100            |
| Оценки критиков   |                   |
| Источник          | Оценка            |
| Allmusic          | [ 2 ]             |
| The A.V. Club     | B                 |
| Drowned in Sound  | 1/10              |
| Pitchfork         | 4.4/10            |
| PopMatters        | [ 6 ]             |
| Spin              | B                 |
| Tiny Mix Tapes    | 1/5               |

Señor Smoke — второй альбом группы Electric Six, последовавший за Fire в 2003 году. Он был выпущен в Великобритании 14 февраля 2005 года на лейбле Rushmore Records, принадлежащем Warner Music. Из-за сложностей с бывшим рекорд-лейблом Electric Six, Rushmore не выпустил альбом в Северной Америке. В декабре 2005 года группа объявила о новом сотрудничестве с Metropolis Records, в результате которого Señor Smoke вышел в Северной Америке 7 февраля 2006 года.
После выхода в 2005 году Señor Smoke был раскритикован британской прессой. Однако в Америке реакция на альбом была гораздо более восторженной, было выпущено несколько положительных рецензий, включая одну из них из мартовского номера журнала Blender Magazine за 2006 год, в которой утверждается, что альбом (получивший четыре звезды) настолько хорош, что «[он] достигает того, к чему давно стремится современная медицина: он восстанавливает девственность».

## Список композиций
Все тексты песен написаны Тайлером Спенсером, за исключением «Radio Ga Ga» Роджера Тейлора; вся музыка написана Тайлером Спенсером, за исключением тех случаев, когда это указано.
1. «Rock and Roll Evacuation» (3:36)
2. «Devil Nights» (Спенсер/Зак Шиппс/Кристофер Тейт/Крис Питерс) (2:56)
3. «Bite Me» (Спенсер/Шиппс/Тейт/Питерс) (3:57)
4. «Jimmy Carter» (3:27)
5. «Pleasing Interlude I» (0:47)
6. «Dance Epidemic» (Спенсер/Шиппс/Тейт/Питерс) (2:48)
7. «Future Boys» (3:08)
8. «Dance-A-Thon 2005» (Спенсер/Шиппс/Тейт/Питерс) (3:29)
9. «Dark Angel» (3:17)
10. «Vibrator» (Спенсер/Шиппс/Тейт/Питерс) (2:31)
11. «Boy Or Girl?» (Спенсер/Шиппс/Тейт/Питерс) (3:26)
12. «Pleasing Interlude II» (0:27)
13. «Radio Ga Ga» (Тейлор) (3:55)
14. «Taxi to Nowhere» (1:39)
15. «Future Is in the Future» (Спенсер/Шиппс/Тейт/Питерс) (3:37)

## Участники записи
- Dick Valentine — вокал
- Johnny Na$hinal — лид гитара
- The Colonel — ритм гитара
- Tait Nucleus? — синтезатор
- John R. Dequindre — бас (композиции 1-12, 14-15)
- Frank Lloyd Bonaventure — бас (композиция 13)
- Matt Aljian — барабаны (композиции 1-4, 7-9, 12, 15)
- Michael Alonso — барабаны (композиции 6, 10)
- Johnny Hentch — пианино (композиции 1, 14)[9]

## Интересные факты
- Название альбома посвящено Аурелио Лопесу (1948—1992), бывшему питчеру Детройт Тайгерс, которого прозвали «Señor Smoke».
- Песня «Vibrator» была выпущена в качестве бесплатного сингла для скачивания 18 октября 2004 года для продвижения альбома. Позже выяснилось, что сведение на этой версии отличалось от альбомной.
- Песня «Bite Me» заимствует строчку «[I] have accountants pay for it all» из песни Джо Уолша «Life’s Been Good».
- Песня «Jimmy Carter» заимствует строчку «Backstreet’s back alright» из песни «Everybody» группы Backstreet Boys.
- Песня «Dance-A-Thon 2005» была исключена из концертных выступлений группы после 2005 года, однако она вернулась в 2009 году с изменёнными словами на «Dance-A-Thon 2009».
- Песня «Dance-A-Thon 2005» повторяет строки «I want to reach into the fire of your heart, I want to program all those beats right from the start, have you ever been to New York City? New York City!» из «Improper Dancing», песни с предыдущего альбома Electric Six «Fire».
- Песня «Taxi to Nowhere» появилась ещё в те времена, когда группа была «The Wildbunch».

## Наследие
Демо, записанные для альбома, «Strike While the Iron Is Hot!», "Turn It Up! ", «Telephone Conversation», «Serious Help», «Future Police», «Living on the Sexy Planet», «Be My Dark Angel (Demo)», «Devil Nights (Demo)», «Another Song About the Devil», «Self Destruct», «Bite Me (Demo)», «Stepsister», «Filthy Blankets», «I’m on a Diet», «People Like You (Don’t Like People Like Me)» и «The World’s Smallest Human Being» были впоследствии выпущены на первом сборном альбоме группы «Sexy Trash».
Песни «Dance Epidemic» и «Future Is in the Future» были исполнены на первом концертном альбоме группы «Absolute Pleasure».
Песни «Devil Nights», «Dance Epidemic» и «Future Is in the Future» были исполнены в концертном фильме «Absolute Treasure».
Живое исполнение «Dance Epidemic» с сессий группы на XFM, а также другие демозаписи, предназначенные для альбома, «The Sheik Don’t Lie» и «Taxi 2 Nowhere (Demo)» были впоследствии выпущены на втором сборном альбоме группы «Mimicry and Memories».
Песни «Rock and Roll Evacuation» и «Future Boys» были исполнены на втором концертном альбоме группы «You’re Welcome!».
Акустическая версия «Jimmy Carter» в урезанном виде была исполнена для грядущего третьего концертного альбома группы «Chill Out!».